# ۱۴۷ (عدد)
۱۴۷(صد و چهل و هفت) یک عدد طبیعی است که بعد از ۱۴۶ و قبل از ۱۴۸ قرار دارد.